# Chrám v Edfu
Chrám v Edfu je staroegyptská svatyně ve městě Edfu v Horním Egyptě, asi 100 km severně od Asuánu a asi 85 km jižně od Luxoru, na západním břehu Nilu. Město Edfu bylo v řecko-římských dobách známé jako Apollonopolis Magna, protože bůh Hor byl ztotožněn s Apollónem. Je to jedna z nejlépe zachovaných svatyní v Egyptě. Chrám, věnovaný bohu Horovi, byl postaven v ptolemaiovském období, mezi léty 237 až 57 př. n. l. Nápisy na jeho stěnách poskytují důležité informace o jazyce, mýtech a náboženství během řecko-římského období ve starověkém Egyptě. Nápisy poskytují podrobnosti o stavební konstrukci i mytickou interpretaci svatyně (i všech ostatních chrámů) jakožto „ostrova stvoření“. Některé se též věnují mytologickému konfliktu mezi Horem a Sethem.

## Historie
| T25 | D58 | G1 | O49 |

| T25 | D58 | G1 | O49 |

| F18 · D46 | X1 · O49 |

| F18 · D46 | X1 · O49 |

Chrám byl postaven na místě staršího menšího chrámu, který byl také zasvěcen Horovi. Původní stavba byla ovšem orientována východo-západním směrem, zatímco současný chrám severo-jižním. Starší chrám vznikl patrně za vlády Ramesse I., Ramesse II. a Sethiho I. Velikost chrámu odráží relativní prosperitu epochy, kdy vznikl. Stavbu započal Ptolemaios III. Euergetés přesně 23. srpna 237 př. n. l. Nejprve byla postavena sloupová hala, dva příčné sály a svatyně obklopená kaplemi. Chrám dokončil až Ptolemaios XII. Neos Dionýsos roku 57 př. n. l.
Šlo o jeden z největších chrámu zasvěcených Horovi a byl tudíž střediskem několika svátků spjatých s tímto bohem. K největším patřila oslava posvátného sňatku Hora a bohyně Hathor, která se dle staroegyptského náboženství každoročně vydávala ze svého chrámu v Dendeře právě do Edfu. Chrám v Edfu přestal být užíván k náboženským účelům po vydání zákona Theodosia I. v roce 391, který zakazoval nekřesťanské bohoslužby v Římské říši. Jako v mnoha jiných případech, řadu chrámových reliéfů křesťané poté zničili. Dodnes je strop chrámu černý v důsledku požáru, kterým snad chtěli křesťanští žháři zničit pohanské obrazy.
Po staletí byl chrám pohřben pod nánosy pouštního písku a říčního bahna, a to do hloubky 12 metrů. Na místě zaneseného chrámu si dokonce obyvatelé stavěli domy. V roce 1798 však byl chrám objeven francouzskou expedicí a v roce 1860 jej začal francouzský egyptolog Auguste Mariette postupně vyhrabávat z písku. Pozoruhodné bylo, že navzdory „pohřbení“ architektonická konstrukce chrámu i jeho výzdoba zůstala téměř neporušena. Dnes je velkým turistickým lákadlem. V roce 2005 byl vstup do chrámu přestavěn a doplněn návštěvnickým centrem i zpevněným parkovištěm. V roce 2006 byl přidán důmyslný osvětlovací systém umožňující i noční návštěvy.

### Galerie

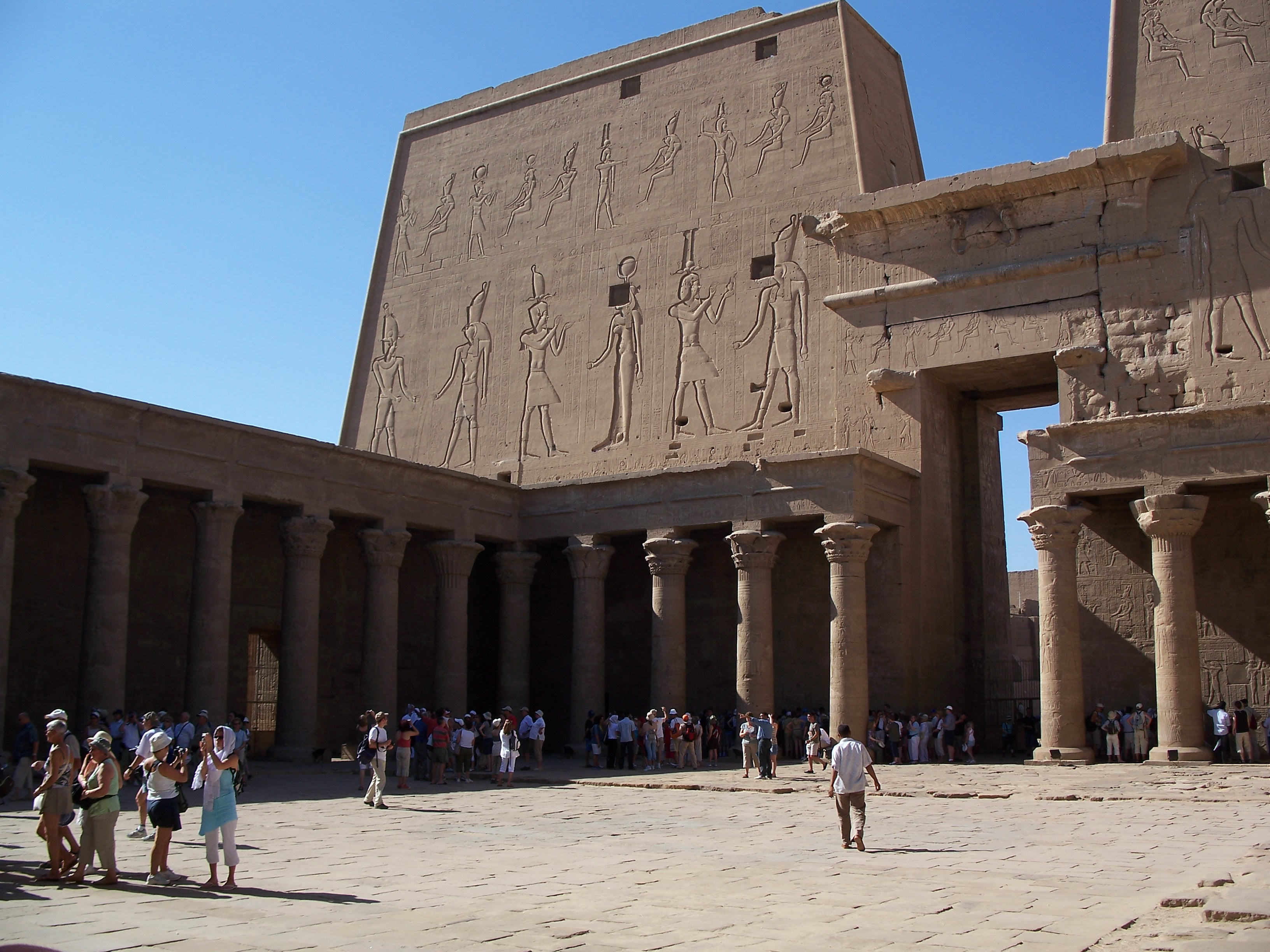
Chrámový dvůr
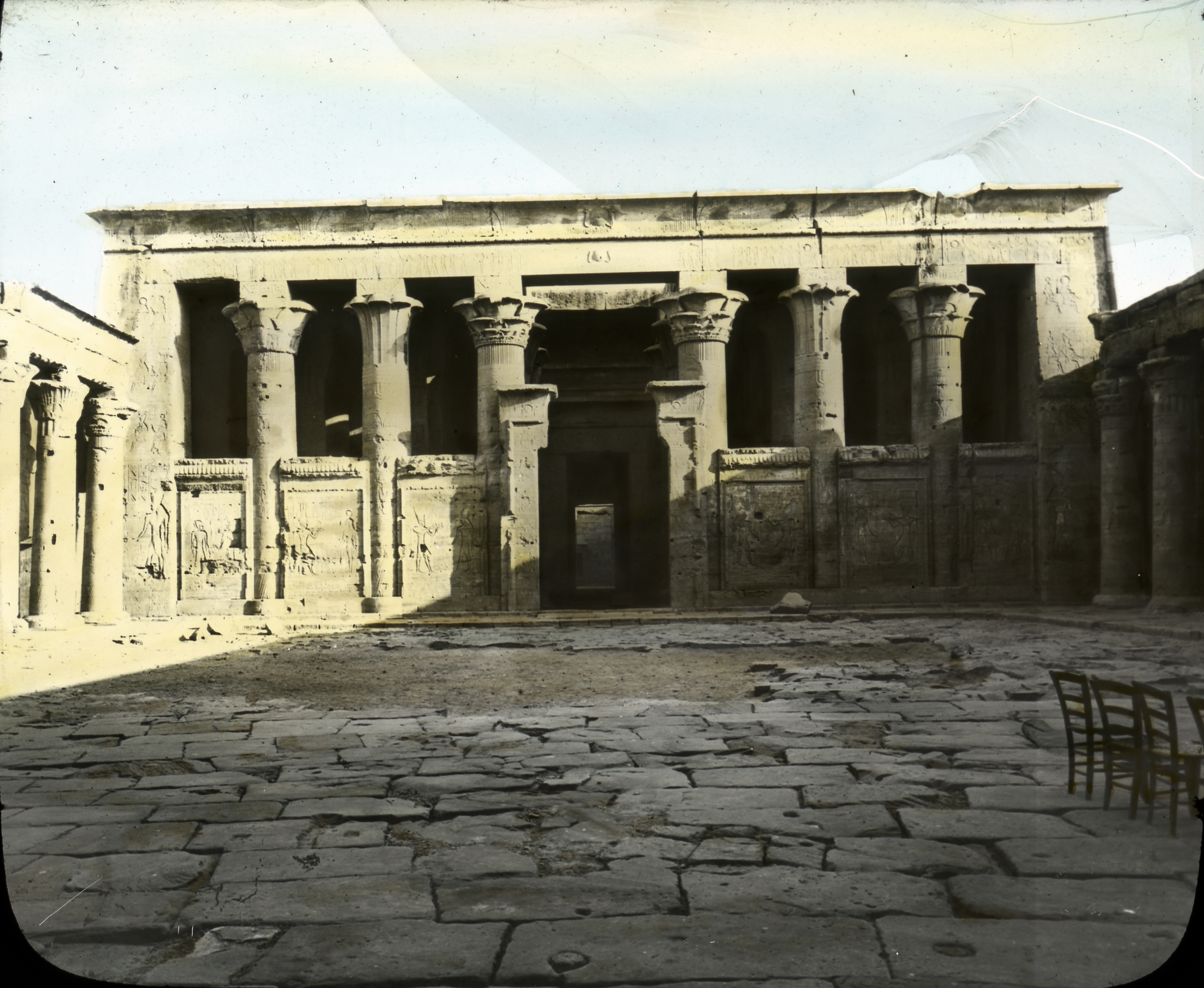
Severní strana dvora (kolem 1923)
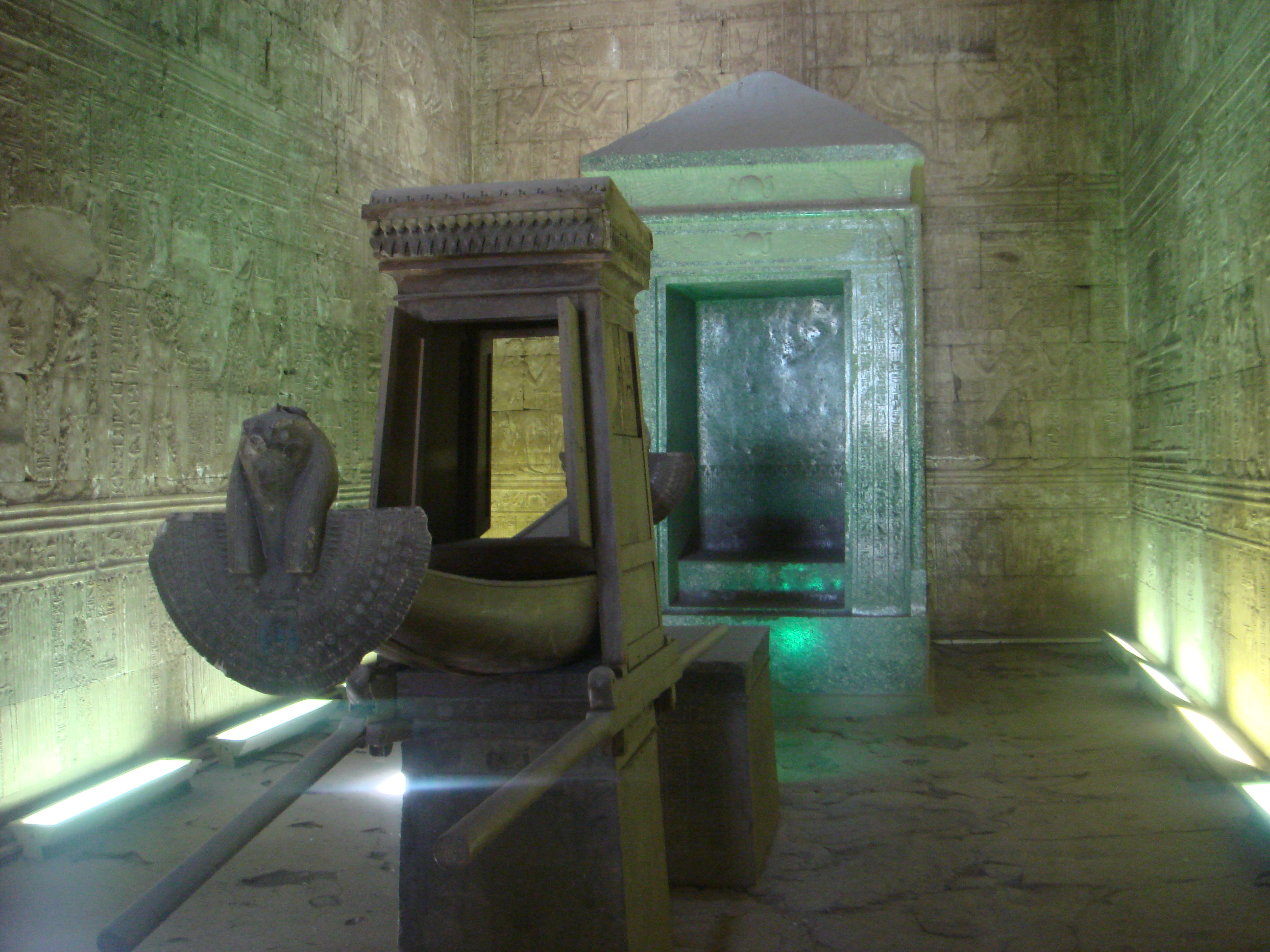
Vnitřní svatyně
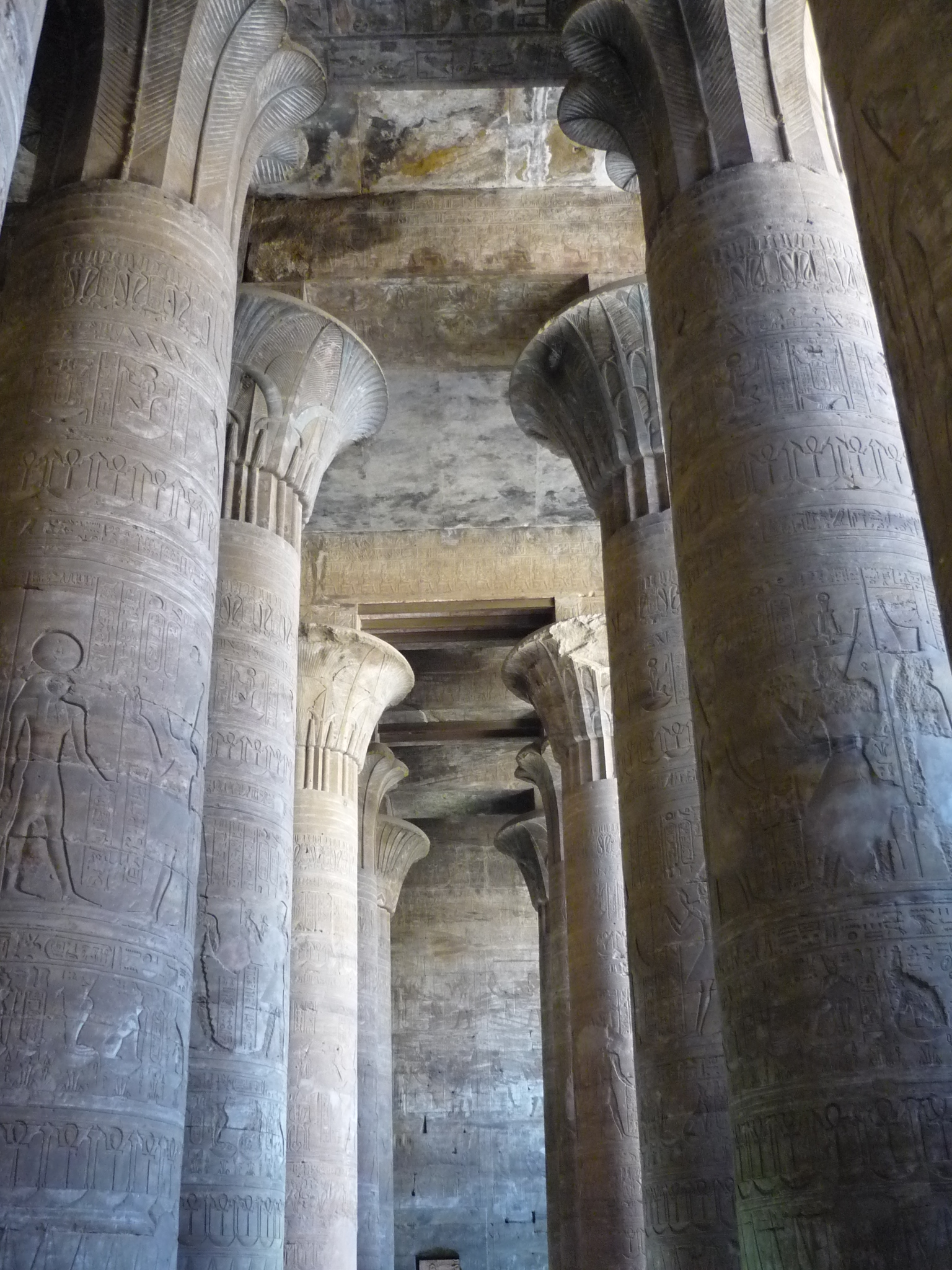
Sloupořadí v předsíni
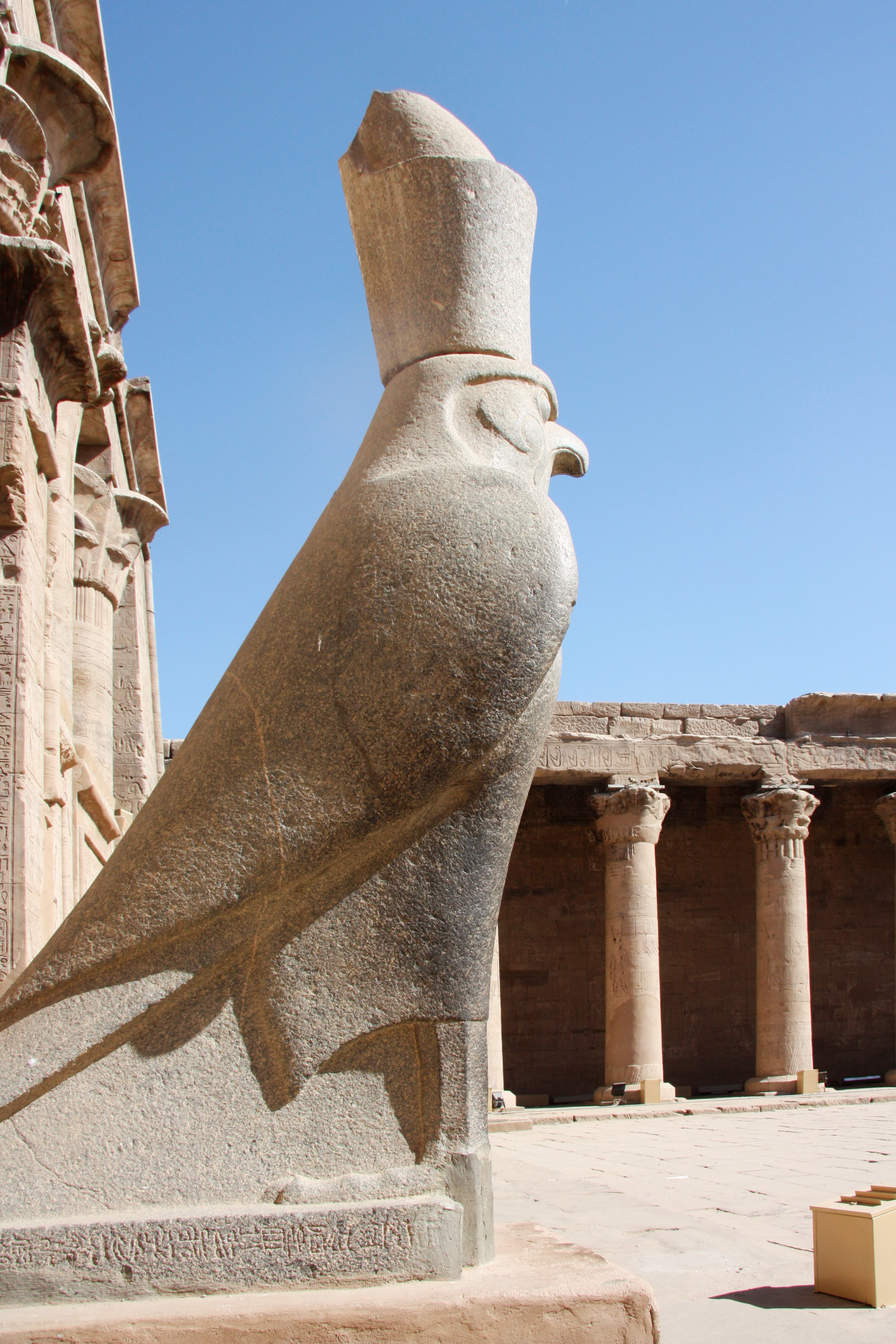
Hor před chrámem
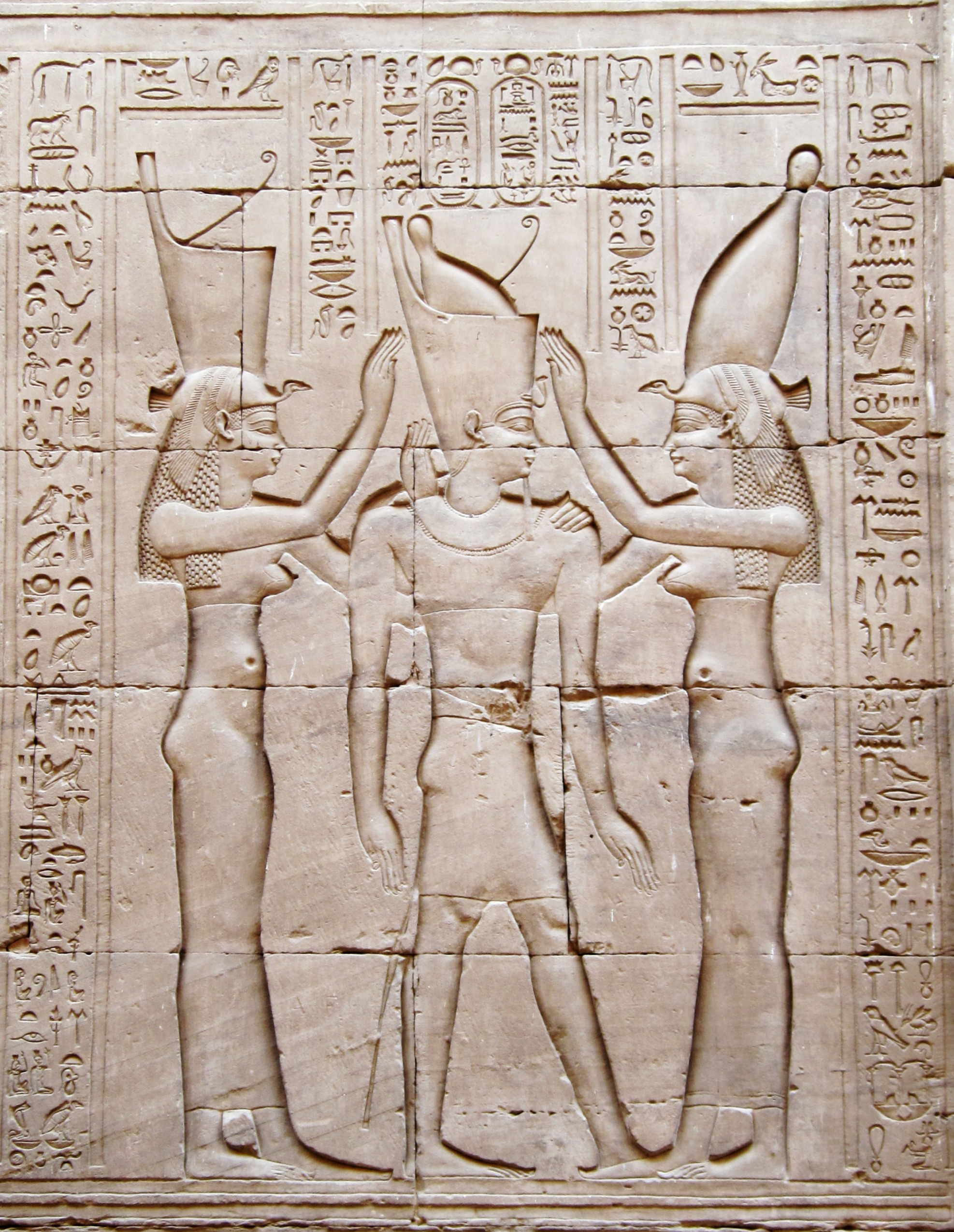
Ptolemaios VIII. mezi bohyněmi Dolního a Horního Egypta
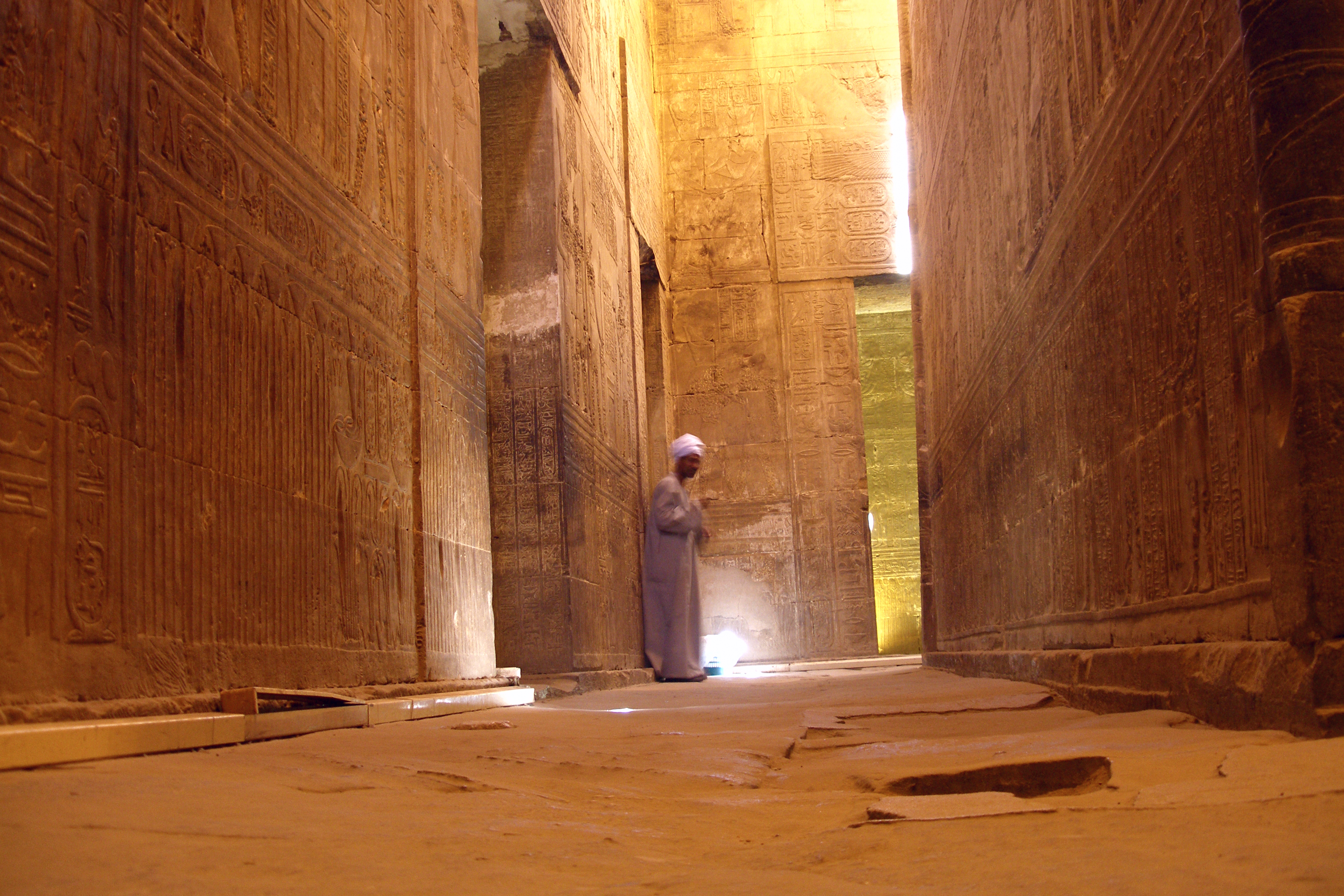
Chodby uvnitř chrámu
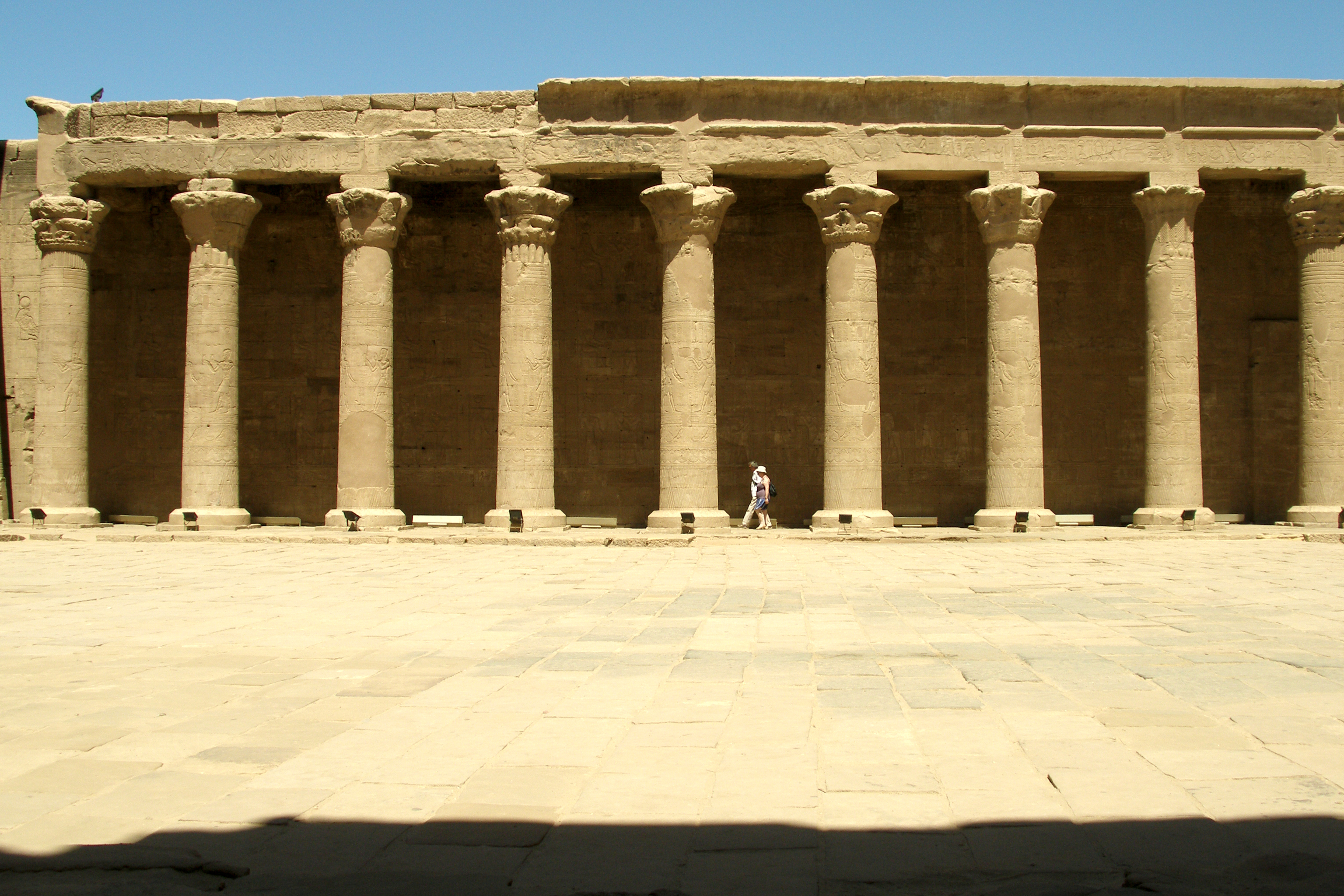
Sloupová hala